# Empresses in the Palace
Empresses in the Palace (lit. Las emperatrices en el palacio), también conocido como La leyenda de Zhen Huan y Hou Gong Zhen Huan Zhuan (en chino tradicional, 後宮·甄嬛傳; en chino simplificado, 后宫·甄嬛传), es una serie de televisión china basada en la novela de internet del mismo nombre. Se emitió por primera vez en China el 17 de noviembre de 2011.
Se anunció en 2013 que el drama se exportará a los Estados Unidos y reeditado en seis películas de televisión y se transmitirá en los principales canales de TV en los Estados Unidos.

## Argumento
Es una adaptación de la novela del mismo nombre que relata las difíciles y tensas relaciones entre concubinas y emperatrices dentro de la Ciudad Prohibida durante el dominio manchú o dinastía Qing para ganar la atención del emperador de china, así como darle un hijo que fuese candidato a sucederle en el trono.

## Reparto
- Sun Li como Zhen Huan, concubina de la ciudad prohibida y actriz estelar de la serie.
- Chen Jianbin como el emperador Yongzheng,
- Ada Choi como Ulanara Yi'xiu, la emperatriz.
- Jiang Xin como Nian Shilan, concubina imperial (basada en la consorte Dunsu).
- Leanne Liu como la emperatriz viuda (madre del emperador Yongzheng).
- Lan Xi as Shen Meizhuang, mejor amiga de Zhen Huan.
- Tao Xinran como An Lingrong.
- Li Dongxue como Yunli.
- Tang Yixin como Gūwalgiya Wenyuan, Dama Noble Qi.

### Personajes recurrentes
- Mao Xiaotong como Caiping ( 采萍 ), Noble Dama Ying (瑛贵人).